# Мала Бурімка
Мала́ Бурі́мка — село в Україні, у Золотоніському районі Черкаської області. Входить до складу Чорнобаївської селищної громади.

## Загальна інформація
Розташоване на річці Бурімочка, на 20 км північно-східніше селища. Чорнобай, за 70 км від м. Черкаси.
Рік заснування — 1701.

## Населення
За даними перепису 2001 року населення села становило 919 осіб.

### Мовний склад
Рідна мова населення за даними перепису 2001 року:
| Мова       | Чисельність, осіб | Доля     |
| ---------- | ----------------- | -------- |
| Українська | 903               | 98,26 %  |
| Російська  | 10                | 1,09 %   |
| Інше       | 6                 | 0,65 %   |
| Разом      | 919               | 100,00 % |

## Географія
Мала Бурімка розляглося на притоці Сули — річці Бурімочці, яка протікаючи степовою балкою, вливається тут у ставок. Високі схили річкової долини, на яких розкинулись чепурні хати степової Надсулянщини, стрункі осики, вільхи та розкішні верби, що ростуть по долині річки, створюють мальовничий краєвид.

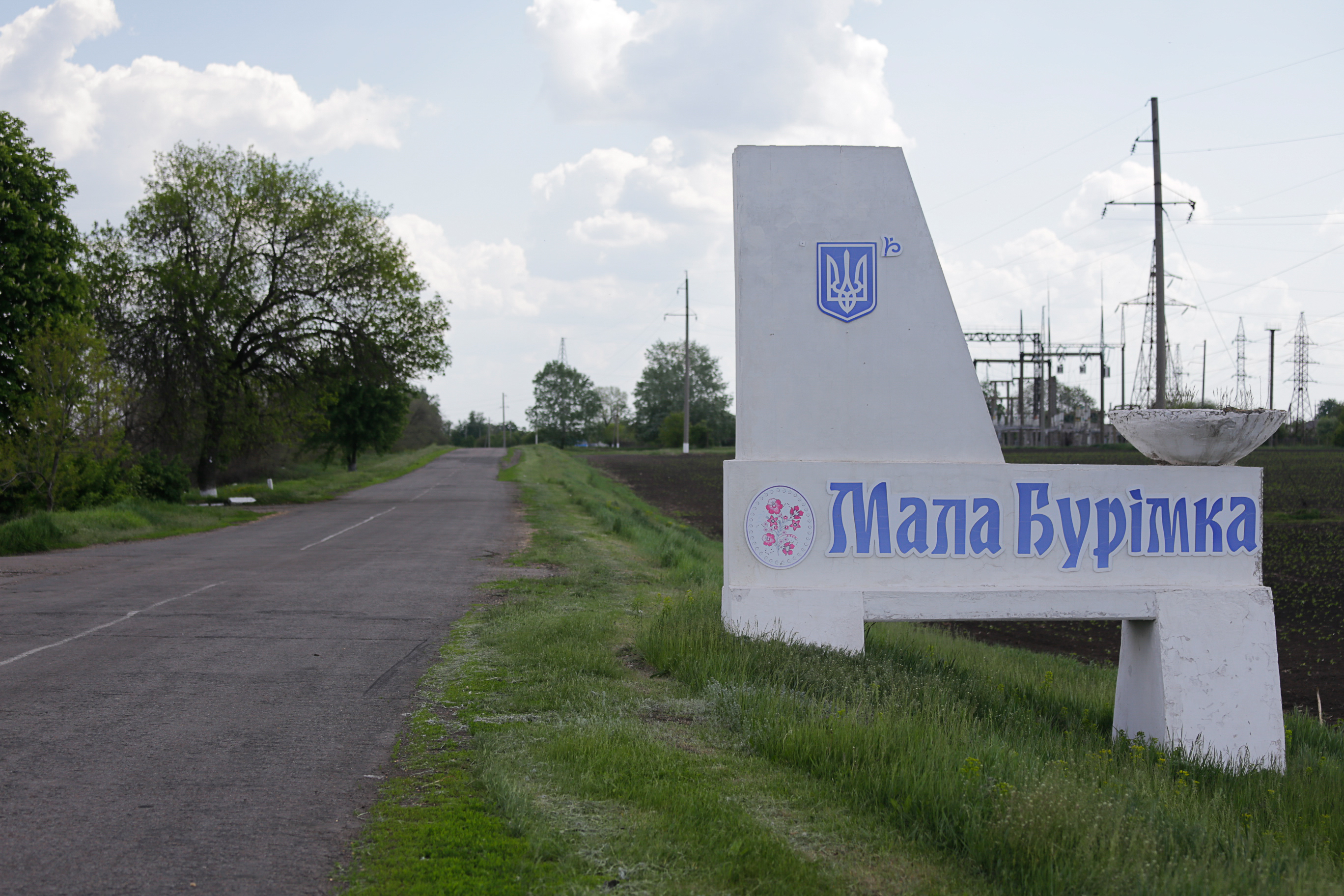

Село розташоване на рівнинній місцевості — Придніпровській низовині, яка тут не перевищує 140 метрів над рівнем океану. Місцевість перетинає глибока річкова долина та невеликі яри, що утворились по її схилах. Дана територія розташована в межах Дніпро-Донецької западини і на підставі даних Дніпропетровської геолого-розвідувальної організації, яка робила свердловину в долині річки Бурімочки (в с. Велика Бурімка), ця западина досягає 700 метрів, де вже залягає граніт. Вона заповнена різноманітними осадовими породами: пісок (5 шарів на різній глибині), глини різноманітні (24 шари), мергелі (2 шари), пісковики (41 шар), крейда (1 шар), вапняки (4 шари) глинистий сидерит (1 шар), сланці (4 шари), конгломерат (1 шар); корисні копалини : глина, яка використовується на виготовлення цегли і в будівництві хат та інших приміщень, біла глина, використовується для побілки приміщень, торф (розробляється примітивним способом біля Великої Бурімки) — для опалення, пісок використовується для виготовлення цегли та в будівництві.

## Відомі особистості
У Малій Бурімці народився бразильський біолог українського походження Григорій Бондар. та український дипломат, правознавець, письменник, кандидат юридичних наук Олександр Овсюк.

### Клімат
Рівнинний рельєф місцевості відкриває доступ на нашу територію вітрів усіх напрямків. Значний вплив проявляють східні й південно-східні посушливі вітри. Для нашої місцевості типовим є м'який помірний континентальний клімат. Західні й південно-західні вітри, які переважають в нашій місцевості протягом весни, літа і осені дають значні вигоди для сільського господарства. Сила вітрів частково використовуються як рушійна сила, що приводить у рух вітродвигуни. Щоб визначити початок посівних робіт, щоб вибрати для посіву той сорт насіння, який найбільше відповідає місцевим кліматичним умовам, потрібно знати місцеві середньомісячні та середньорічні температури.
Період з середніми температурами нижче 0º (зима) триває протягом грудня, січня, лютого і березня. З них найхолоднішими є січень і лютий. Проте в цю пору року низькі температури не стійкі. Атмосферний тиск знижується, а це сприяє пом'якшенню погоди. Західні вітри приносять тепле вологе повітря, що приводить до випадання мокрого снігу, а інколи й дощу. Зміна відлиги морозом приводить до того, що вода від талого снігу замерзає, утворюється льодова кора, ґрунт промерзає, виникає загроза для озимих посівів. Така погода завдала значної шкоди озимим посівам у грудні 1955 року, у січні-лютому 1956 року, а с особливо взимку 1962—1963 року. Проте такі випадки не є типовими для нашої місцевості. При утворенні льодяної кори її потрібно негайно ліквідувати. Сніговий покрив нашаровується на поверхні ґрунту поступово і досягає в цілому 20-30 см. Сніг поступово і краще затримується в лісах, чагарниках, у лісосмугах. На відкритих місцях сніг змітається вітрами, швидше тане.
Тепла пора року настає на початку третьої декади березня. На відкритих площах та південних схилах ґрунт швидко просихає і настає пора ранніх весняних посівів ярих культур, що не бояться приморозків, які бувають у квітні, а іноді на початку і навіть в кінці другої декади травня. В квітні сприятливі умови створюються для масових весняних сільськогосподарських робіт. Температурні умови протягом літа сприятливі для вирощування різних сільськогосподарських рослин. Розподіл опадів також в основному сприятливий для рослинництва. Середня річна температура — 7.5 , середньорічна кількість опадів — 494 мм. Дні з температурою понад 20 і ясним небом стоять з початку червня до третьої декади серпня. Найжаркіший місяць — липень.
Від загального ходу температур як і кількості опадів, існують значні відхилення. Так, абсолютна максимальна температура в липні іноді досягає +38.7, а мінімальна в лютому — 36.8. максимальна амплітуда коливання температур досягає 75.5

### Передісторія
На землях с. Мала Бурімка археологами було виявлено 24 кургани бронзової та ранньої залізної доби (ІІІ-І тис. до н. е.), розташованих на невеликих підвищеннях плато правого берега р. Сула, по обох берегах р. Бурімочка. Один з цих курганів було досліджено 1988 року. Він містив 3 поховання епох ранньої і середньої бронзи та ранньої залізної доби. Найдавнішим було основне поховання ямної культури (3-2,5 тис.. до н. е.), наступним було поховання культури багатоваликової кераміки (2-1,6 тис. р. до н. е.), останнім у курган було впущено кіммерійське поховання (8-7 ст. до н. е.), поховальний інвентар котрого складався з кубочка жаботинського типу і залізного ножа з горбатою спинкою.

### Історія
Історія утворення села сягає XVIII століття. Перші письмові згадки про Малу Бурімку датуються 1701 роком. Саме тому офіційний відлік заснування поселення ведуть від того часу. Але до того часу в двох сіл була спільна історія
Перша детальна інформація про територію села з'являється вже на початку XVII ст, коли Велика та Мала Бурімки були одним селом Буромля. Під час національно-визвольної війни українського народу під проводом Богдана Хмельницького у 1648 році Бурімка була сотенним містечком в складі Іркліївського полку. Згодом його сотні воювали у складі Кропивнянського полку (полковник Филон Джалалій). Іркліївський полк був відновлений у 1658 році, існував до 1667 року. Село Мала Бурімка, очевидно, виникло у часи після Руїни внаслідок виселення вгору по течії р. Бурімочка частини жителів с. Бурімка (Буромля), котре пізніше отримало назву Велика Бурімка. Козацькі часи село було ранговим володінням полковників Лубенського полку. У 1782 році, після ліквідації полкового устрою, наш край увійшов до Київського намісництва і перебував у складі Золотоніського повіту. Тоді тут було 6 містечок (Іркліїв, Бурімка, Вереміївка, Жовнине, Чигирин-Діброва, Канівці), 27 сіл, понад 200 хуторів, 11 деревень, 4 слобідки, а всього 9 000 дворів І більше 27 000 чол. На території нашого краю з 1797 року було створено 9 волостей (Богодухівська, Васютинська, Вереміївська, Жовнинська, Іркліївська, Лялинська, Мельниківська, Мойсенська), 9-а Бурімська входила до Городиського повіту; згодом, у пореформенний період — Чорнобаївська. Такий територіальний поділ залишався до 1923 року. У 1799—1801 рр. у с. Мала Бурімка було вже 463 двори. Це вже був великий населений пункт. У 1783 році село імператрицею Катериною II пожалуване графу Олександру Андрійовичу Безбородьку за його заслуги як військового, так і державного діяча. На цей час він уже був канцлером Росії, кавалер найвищих нагород. Після його смерті, у 1799 році село по заповіту перейшло його молодшому брату Іллі Андрійовичу Безбородьку. Графи Безбородьки мали маєток і у Великій Бурімці. Там у 1811 році працювало 69 дворових, там було й обійстя управляючого. У селі Мала Бурімка за ревізією 1811 року граф Ілля Безбородько мав 506 дворів. Після смерті Іллі Андрійовича Безбородька село дісталося у 1815 році в спадок його дочці Клеопатрі Іллівні Лобановій–Ростовській. Її чоловік генерал-майор, князь Олександр Якович Лобанов-Ростовський — син малоросійського генерал — губернатора Якова Лобанова-Ростовського в часи війни з Наполеоном. У 1828 р. нове помістя у Великій Бурімці купив граф Михайло Михайлович Сперанський. В куплену маєтність входила і Мала Бурімка. Після його смерті, в 1839 році, його маєтності в наших краях перейшли до єдиної його дочки Єлизавети Михайлівни Фролової-Багреєвої. З її легкої руки цілих три покоління жінок управляли помістям.
Є на мапі кінця 18 сторіччя.
Після реформи 1861 року була утворена Великобурімська волость Золотоніського повіту. 1900 року волосним старшиною був селянин Омелян Феодосійович Клочко. Великобурімська волость разом з Іркліївською і Мойсинською входила до 3-ї земської дільниці.
| | Села Малой-Буромки Архистратиго-Михайловская церковь, деревянная, в одной связи с колокольнею, холодная, существует с 1779 г.; церковная сторожка: церковная библиотека; в приходе школа грамоты и земское народное училище; церковно-приходское попечительство; школа грамоты помещается в собственном доме; дом для квартиры священника; земли церковной 2 дес. 504 кв. саж., в том числе под погостом и кладбищем 300 кв. саж.. ружной 37 дес. 1495 кв. саж., в томъ числе, в двух кусках, усадебной 2 дес. 995 кв. саж; жалованья в год священнику 120 руб.. псаломщикам 1-му 53 руб., 2-му 36 руб.; церковь от Консистории в 160 верстах. Прихожан 1544 д. м. п. и 1589 д. ж. п. В приходе деревня Мохнач, хутор Лукашовка. Священник Иоанн Сукачев — в сане священника 1869 г., орден Св. Анны 3 ст. 1900 г. Псаломщики: Иоанн Максимов Комнан — в должности 1851 г. и Василий Тимофеев Зеленский — в должности 1868 г.. стихар 1897 г. Церковный староста крестьянин Петр Саввин Лукьяненко. |
| — Запис в клірових відомостях Полтавської губернії за 1912 р., *Клірова відомість - це, зібрана інформація про окрему церкву на певному етапі її існування. | |

За Земським переписом 1910 р. в селі описано 348 дворів, з них 1 козацький , 345 селянських , 2 привілейованих — 1980 чол.
Так протягом 90 років, до подій 1917 року, Мала Бурімка була власністю графів Сперанських та князів Кантакузенів. У Малій Бурімці діяла православна церква Архангела Михаїла (Михайлівська), парафіянами якої були жителі Мохнача, за 5 верст, та хутора Лукашівка, що за 6 верст від церкви, всього близько 3 тис. селян, котрі володіли 1 тис. дес. землі. У 1898 р. місцевим священиком було охрещено 115 хлопчиків і 68 дівчаток, поховано 65 чоловіків і 48 жінок, повінчано 11 подружніх пар. Незважаючи на голодний 1893–ій рік життя йшло, приріст населення в приході склав 70 чоловік.
В 1917 р. відбувається Лютнева революція в Російській імперії та встановленням влади Центральної ради. Селяни з обережністю ставилися до цих подій і часто займали нейтральні позицію спостерігаючи за змінами. Та все ж на хвилі революційних настроїв авторитет Центральної ради зростав поміж населення. В Золотоноші (повітовий центр Золотоніського повіту до якого належала Мала Бурімка) розгортає діяльність Золотоніська Рада — повітовий орган Центральної ради.
На Всеукраїнському національному конгресі в Києві наш край представляла дочка нашого земляка Михайла Старицького Людмила Старицька-Черняхівська, активна діячка ТУП. Людмила Старицька-Черняхівська стала одним з 20 членів новоутвореного комітету Центральної Ради (Мала Рада).
Відмічається, що інтелігенція (зокрема вчителі) сіл Велика та Мала Бурімка розділяють гасла УЦР.
5 червня виконком Золотоніської повітової Ради ухвалив передачу земель поміщиків в оренду селянам. Це стосувалося і земель княгині Кантакузен, яка і мала у власності Малу Бурімку. Сама княгиня в цей час була в Криму і розуміючи небезпеку вирішила поки не повертатися в село.
|                                                                 | Із Бурімки я одержую листи і телеграми з вимогами віддати народу мій дім, щоб там була гімназія...В кінці червня із Бурімки приїхав один з управляючих Кашкін, щоб обговорити господарські справи Він приніс погані вісті - селяни підбурювані німецькими агентами, ліняться, нехочуть працювати, бунтують. Юрченко наляканий тим що не може контролювати ситуацію... |
| — Із спогадів княгині Єлизавети Карлівни Кантакузін-Сперанської | |

Влітку 1917 р. повіт почали заповнювати деморалізовані більшовицькі групи солдатів-фронтовиків, що дезертирували з фронту та почали займатися розбоєм і грабуванням місцевого населення. Вже 30 червня був створений повітовий земельний комітет, що почав конфісковувати землю нібито на потреби селян. Але комітет, не поспішав конфісковану землю передавати селянам. Через це сам комітет повідомляв в губернію, що «Земля захоплюється селянами без відому».
Восени в повіті почали формуватися Вільне козацтво, що користувалося підтримкою і повагою, у селах прилеглих до Сули, в тому числі і в Малій Бурімці.
В грудні розпочалася перша Перша радянсько-українська війна. І вже в січні 1918 р. увесь повіт був окупований більшовиками. Повсюдно почали створюватися волосні ревкоми, що очолювалися солдатами-фронтовиками. Почалися масові безчинства. Якщо УЦР стримувала селян він самовільного пограбування господарств та захоплення худоби заможних селян то ревком навпаки підбурювали їх на розбій. Особливого розмаху ці події на були в січні 1918 р. 13 січня графиня Кантакузін-Сперанська отримала звістку, що її дім пограбований і спалений, а саме господарство і маєток спалені.
|                                                     | У попіл перетворилися безцінні портрети і картини, старовинні меблі і витвори мистецтва, більше 30000 книг, всі архіви Кантакузіних і бібліотека Сперанського, старовинні документи і папери мого чоловіка...Яка тяжка втрата для майбутніх поколінь |
| — Зі щоденника графині Є. К. Кантакузін-Сперанської | |

Після того, як УЦР підписали Брест-Литовський договір з країнами німецького блоку німецько-австрійське військо вступило на територію України. Вигнавши більшовиків вони долучилися до управлінської діяльності. Німецьке командування відразу розпорядилося, щоб селяни повернули награбоване майно.Тому прихід німецьких військ в нашому краю був зустрінутий вороже. Анти німецьким настроям сприяла і агітація більшовицьких агентів та ораторів яких все ще лишилося досить багато.
В результаті перевороту до влади в Україні прийшов гетьман Павло Скоропадський. Для дотримання законів і правопорядку створювалася Державна варта, яка виконувала міліційні функції. В кожному селі були представники державної варти. В Малій Бурімці їх було 3.
Влітку 1918 р. більшовики в Україні знову починають свою активну підривну діяльність. Саме в цей час більшовик із с. Вереміївка Антон Богунський (Шарій) за завданням «Повстанської дев'ятки» починає проводити свою диверсійну роботу проти Української держави. Саме через нього в населення з'являлася зброя, більшовицька агітація та література. В середині травня за сигналом підпільного більшовицького центру на Золотонощині розпочалися повстання проти гетьманату і німецько-австрійських військ. Заворушення почалися по всьому повіту. Відбувалися бої між німецькими та гетьманськими військами, з одного боку, та селянами на чолі з більшовиками. Тоді ж в селах Великі Канівці, Велика та Мала Бурімка було проведено вилучення зброї та майна в зачинщиків заворушень.
В 1920 р. М.Бурімка — центр сільської ради Великобурімської волості Золотоніського повіту Кременчуцької губернії, яка виникла для боротьби з Холодноярською Республікою і припинила існування у зв'язку з ліквідацією останньої. 7 березня 1923 р. за постановою про адміністративно-територіальний поділ Полтавської губернії утворено Золотоніську округу і Чорнобаївський район в її складі. Золотоніська округа округа була створена в складі 11 сільських рад, у тому числі Малобурімська. З 10 червня 1926 р. Чорнобаївський район відійшов до Черкаської округи (з 1927 р. Шевченківської округи). Губернії ліквідовані. Отже, з 10.06.1926 р. с. Мала Бурімка в складі Чорнобаївського району Черкаської округи.
Станом на 1 січня 1926 р. населення села складало 2239 чол. населення, з яких майже 900 письменні. Тоді ж в селі налічувалося 480 господарств.
В 1929 р. Радянська влада почала винищення та репресії по відношенню до селян-власників, яка названа розкуркулення. 15 червня в Малій Бурімці було заарештовано 8 селян. Трьох з них: Захара Андрійовича Гнойового, Спиридона Миколайовича Тертишника та Степана Єгоровича Стародубця було розстріляно в Шевченківському окружному суді.
Ще трьох малобурімчан — Арсена Юхимовича Вербицького, Конона Омеляновича Корчака та Пилипа Карповича Матвієнка — до 8 років позбавлення волі у виправно-трудових таборах, а двох — Нестора Аристарховича Гнойового та Костянтина Омеляновича Усенка — до 3-х років таборів. У сусідній Великій Бурімці одного селянина розстріляли, двоє отримало по 10 років таборів.
Загалом в ході політики розкуркулення з Малої Бурімки було виселено 60 осіб.
До кінця 1929 р. у Малій Бурімці створено 6 колгоспів. Пізніше ці колгоспи об"єдналися у дві сільгоспартілі: «Перше травня» та «Червоний жовтень», а згодом в один колгосп «Перше Травня».
В 1930 р. в селі вже проживало 2404 осіб і 488 господарств.
Нелегкими видалися роки голодомору 1932—1933 років. Геноцид приніс не лише страждання і смерть, він посіяв страх серед людей. За даними які зібрав Герасименко В. І (2007 р.) в Малій Бурімці від голоду померло 17 осіб (кількість встановлених жертв), ним же були зібрані поіменні списки померлих. В інших селах району ситуація була набагато гіршою. В Богодухівці кількість встановлених жертв — 364, а Кліщинцях — 829, а у Вереміївці це число сягає 2000. На честь цих подій в кожному селі Чорнобаївщини відкрито пам'ятні знаки або пам'ятники жертвам геноциду, серед них і пам'ятник у Малій Бурімці.
За новим адміністративно-територіальним поділом 1937 р. була утворена Полтавська область у складі 45 районів. Тоді ж Чорнобаївський район з Малою Бурімкою перейшов до Полтавської області.
А далі почалася Друга світова війна і німецько-радянське протистояння. 21 вересня 1941 р. вже вся територія Чорнобаївщини була під контролем Райху. Околицями Малої Бурімки відступали оточені залишки 26-ї армії СРСР (відступали з під Перемишля). Бурімки 340 жителів вступило в Другу світову війну на боці Червоної армії, з яких 212 загинуло. В пам'ять про них у 1964 році встановлено Обеліск Слави. Там захоронені червоноармійці особи яких не вдалося ідентифікувати. Після відступу німецької армії в кінці вересня 1943 р. повернулися більшовики.
В 1961 р. малобурімський «1 Травня» та мохнацький «40-річчя Жовтня» об"єдналися в колгосп ім. К.Маркса. В 1971 р. колгосп ім. К.Маркса обробляв 4768 га землі. Це було багатогалузеве господарство з розвинутим тваринництвом. Понад 100 працівників сільського господарства удостоєні державних нагород. В час укрупнення колгоспів відбулося і укрупнення сільських рад. Село Мала Бурімка стало центром Малобурімської сільської ради, до якої окрім Малої Бурімки входили (до 23.09.1989 р.) ще й села Мохнач і Старий Мохнач.
У 1960-80-і рр. тривало впорядкування села. Ще в 1961 р. за кошти колгоспу споруджене типове приміщення 8-річної школи, добудоване в 1986 році. В 1979 р. зведено нове адміністративне приміщення, у якому розташувались сільська рада, контора колгоспу, відділення зв'язку і Ощадбанку, АТС. У 1974 р. завершено будівництво Будинку культури. В цьому приміщенні розміщена сільська бібліотека-філіал, кімната історії села, глядацький зал на 400 місць. У 1980-х роках в селі побудовано дороги з твердим покриттям та водопровід.
На початку 1990-х збудоване нове приміщення фельдшерсько-акушерського пункту. Визначною подією для життя села було підведення природного газу восени 1995 року. На сьогодні село повністю газифіковане. На газове опалення переведено приміщення школи, дитячого садка, ФАПу, магазинів.

### Освіта
Освіта у селі Мала Бурімка існує здавна і бере свій початок більше ніж 300 років тому. Архівні дані, свідчать, що в XIX ст. у селі діяла церковно-приходська школа, яка в різні роки налічувала від 10 до 25 учнів.
У Малій Бурімці працювало земське училище, відкрите в 1871 році, що утримувалося на кошти земства і сільської громади, до нього в 1863 р. відоме як народне училище, у якому у 1908—1909 рр. в 2 класному земському училищі навчалось 109 хлопчиків, а шкільна бібліотека нараховувала 512 підручників.
У 1900 році у селі працює земська початкова школа, відкрита на кошти Золотоніського повітового земства. У дворі школи стояв колодязь, сарай для палива із дошок, попівська хата, яка була переобладнана на класну кімнату. Біля школи була невеличка ділянка для посіву овочів. Територія школи — огороджена парканом, а перед приміщенням школи був майданчик, на якому проводилися лінійка та ранкова руханка. Утримувалася школа сільською громадою та земством. Крім того, кожен учень щороку за навчання сплачував 3 карбованці. Також збереглися дані, що у 1900 році на ремонт школи земством було виділено 125 карбованці. На початку ХХ століття у школі села Мала Бурімка навчалися лише хлопці. Дівчата школи не відвідували. Починалися заняття 15 вересня, закінчували 1 травня (для першокласників), 15 травня — для решти школярів. Більшість дітей починали ходити до школи в листопаді, закінчували навчання у березні. В архівних матеріалах є дані, що вже у 1904 році у школі навчалося 57 учнів (закінчили школу 9 осіб), а у 1905 році навчалося 53 особи (закінчили — 12 осіб). У 1912 році земська школа була перейменована в училище. Кількість дітей, які намагалися здобути освіту зросла.
У 1912 навчальному році у школі навчається вже 23 хлопці та 60 дівчат. Після подій 1917—1920 років юні малобурімчани продовжували здобувати освіту в сільській школі, яку в 1924—1925 роках було реорганізовано в семирічну. Для ліквідації неписьменності в селі створювалися відповідні гуртки. У хатах-читальнях вчилися читати, писати, рахувати тощо.
Станом на 1 січня 1926 р. школа мала 126 учнів з 2756 чол. населення. Зі всього населення письменними були 862 особи, а неписьменними 1894.
Перед початком Другої світової війни малобурімчани могли вже здобувати у своєму селі семирічну освіту у політехнічній трудовій школі.
У цей час школу очолювали директори Колотій Олександр Омелянович та Завертанний Іван Григорович. Варто особливо відзначити, що педагогічний колектив школи постійно відігравав провідну роль у розвитку художньої самодіяльності в селі. Усі вчителі брали участь в мистецьких гуртках — музичному, драматичному, хоровому, танцювальному. Репетиції, концерти та вистави проводилися не лише в сільському будинку культури, а й у школі, для чого розбиралася дерев'яна стінка, яка розділяла два класи, і з неї складалася сцена. Подружжя Колотіїв та Лук'яненко Катерина Іванівна, крім професії вчителів, мали ще й кваліфікацію медиків, і мали змогу надавати допомогу сільським людям, які цього потребували. У той час у селі, крім учителів, не було іншої інтелігенції. Уся виховна і просвітницька діяльність проводилася учителями. Селяни зверталися до них за порадами, ділилися своїми проблемами.
У 1939 році починається будівництво приміщення нової школи (директор Завертанний Іван Григорович). На будівництво її було використано матеріали Архангело-Михайлівської церкви, яку було знищено у 30-х роках ХХ ст. у період переслідування релігії і віруючих. До літа 1939 року побудовано приміщення школи. Але під час окупації села німецькими військами, будівлю було знищено, а діючу школу спалено. Після завершення Другої світової війни учні навчалися у п'яти селянських хатах. Із 1944 року школу очолює Ганнесин Андрій Хомич.
|  | «Учителям надавались пільги: їх не брали у армію. Але з початком Другої світової війни, за наказом маршала Тимошенка, педагогів було позбавлено будь-яких пільг. Участь у війні директор школи брав з перших днів. Потрапивши в оточення, – згадує Андрій Хомич, – я воював у відділенні «звукометрії», де за звуками пострілу ми визначали напрям і відстань ворога». |

У 1944 році після поранення легень, Андрій Хомич був демобілізований, і у травні того ж року повернувся до Малої Бурімки, яку нацисти на той час полишили. Директором школи с. Мала Бурімка Андрій Хомич працював до 1948 року. За досягнуті успіхи в роботі, новаторські підходи в педагогічній діяльності Ганнесину Андрію Хомичу першому в Чорнобаївському районі присвоєно звання «Відмінник народної освіти». Із 1948 року і аж до пенсії, Андрій Хомич працював учителем української мови та літератури, малювання, географії у Великобурімській школі.

Урок арифметики в одному з сіл Чорнобаївщини. 1954 р. Невідомий фотограф

У 1948 малобурімську семирічну школу очолює Лук'яненко Тимофій Давидович. У ролі директора він пропрацював 2 роки. З 1950 року школою керує тридцятилітній Гирич Микола Федорович. Життя Миколи Федоровича тісно пов'язане з історією Малобурімської школи. Адже саме в цій школі Микола Федорович працював 25 років. Під керівництвом директора у школі працював дружній, дисциплінований і трудолюбивий колектив. Усі питання шкільного життя вирішувалися на демократичній основі: педагогами, батьками та учнями. Учителі підтримували тісний зв'язок з батьками, які майже щоденно по декілька осіб відвідували школу, уроки, позакласні заходи, систематично працював батьківський колектив. Учителі, не шкодуючи свого часу, працювали з учнями і в позаурочний час. Особлива увага приділялася трудовому вихованню учнів, прищепленню любові до праці, особливо сільськогосподарської, оволодінню виробничими процесами. Майже усі учні включалися в активну трудову діяльність. Активно впроваджувалося самообслуговування серед учнів. Населення села зростало, збільшувалась і кількість дітей. У 1958 році за кошти місцевого колгоспу розпочалося будівництво нової школи. Підрядником виступив Чорнобаївський міжколгоспбуд. У листопаді 1960 року нова школа вже прийняла своїх учнів.
Пізніше школу очолюють Дорошко Надія Олександрівна (1975—1977 рр.) та Канівець Анатолій Петрович (1977—1981 рр.) У 1981—1994 роках школу очолював Становський Віктор Іванович. Він доклав багато зусиль для оновлення матеріальної бази школи. Школа була укомплектована новими меблями, придбано необхідне оснащення та унаочнення для навчальних кабінетів школи, які і зараз використовуються на заняттях. Для Малобурімської школи 1987 рік став особливим, — адже завдяки зусиллям Віктора Івановича та голови місцевого господарства Шулежка Петра Сергійовича, — школа була добудована і перетворена із восьмирічної у середню. Приміщення школи було обкладене плиткою, споруджено спортзал, 24 закуплено частину обладнання для кабінетів, витративши на всі роботи понад 30 тисяч карбованців. На базі школи відроджено сільський духовий оркестр. В 1995 році школу очолює Сергій Іванович Куксенко. Його уважне ставлення до учнів, педагогічної праці, відзначалося керівниками району та області. Портрет директора занесений на районну Дошку пошани. Йому присвоєне звання «Відмінник народної освіти», нагороджено обласними та республіканськими грамотами. За період його трудової діяльності в малобурімській школі було відкрито комп'ютерний клас, покладена нова підлога в коридорах школи, покращено естетичний вигляд шкільних приміщень. Сергій Іванович брав участь у різних конкурсах з історії та правознавства. 2001 рік був для нього успішним: він виборов перше місце в обласному конкурсі «Вчитель року» із правознавства, брав також участь у Всеукраїнському етапі. В тому ж році відбулося святкування сорокаріччя побудови «десятирічки».
|                                                        | Наприкінці вересня 2001 року я знову приїхав у своє рідне село. Мене запросили на святкування сорокаріччя побдови десятирічної школи. Я в ній уже не навчався, але був задоволений,що її побудували, і вона вивела на широку життєву дорогу багато учнів. Збентежило лише те, що бідна сільська рада могла виділити на її утримання лише п'ятдесят гривень на рік. Тому я подарував школі кілька сотень німецьких марок. Вкинув також певну суму в гривнях у велику скарбничку, яка стояла на коридорі. Опускали туди якісь гроші й інші присутні. |
| — Зі спогадів Олександра Овсюка, "Межи людей" О. Овсюк | |

У 2003—2010 директором школи була Шулежко Олександра Іванівна. За цей час малобурімська школа значно зміцніла. Побудовано газову котельню, вирішено проблеми з опаленням, у школі тепло і затишно. У класних кімнатах вікна були замінені на сучасні склопакети. Облаштовано внутрішній туалет та питний фонтанчик. Поклеєно шпалери у коридорах школи, змонтовано підвісні стелі. Значно покращало подвір'я школи, і в цьому також велика заслуга спільного проекту учнів-батьків-вчителів «Моя школа — окраса рідного села». За період трудової діяльності Олександра Іванівна була нагороджена грамотами районного відділу освіти, грамотою Чорнобаївської райдержадміністрації, грамотою обласного відділу освіти. У 1996 році та у 2005 р. нагороджено грамотами Міністерства освіти і науки України, вручено знак «Відмінник народної освіти». За значні досягнення у праці, що сприяли економічному і соціально-культурному розвиткові Чорнобаївщини. У 2005 році Олександра Іванівна занесена на районну Дошку пошани. Сьогодні школу у с. Мала Бурімка оснащено сучасними комп'ютерами, у кабінеті комунікативно-інформаційних технологій підключено мережу 25 Інтернет. Також змонтовано сучасні підвісні стелі у 5 кабінетах, установлено склопакети у правому коридорі, покладено тротуарну плитку до центрального входу школи, зроблено крильце над ганком школи, майстерні та їдальні.
Завдячуючи директорові малобурімської школи, Бойко Світлані Володимирівні, яка займає цю посаду з 2014 року, у школі зроблено капітальний ремонт даху шкільної їдальні, закуплено оргтехніку, спортінвентар, лінолеум для класних кімнат, встановлено металопластикові вікна в коридорах школи, покращено естетичний вигляд шкільних приміщень, їдальні, спортзалу. Основним напрямом педагогічної діяльності школи є екологічне виховання. Цьому сприяють тематичні тижні, лінійки, заходи, уроки.
Але на жаль, сьогодні у Малобурімській школі зменшується кількість учнів, скорочується і педагогічний персонал. Виявлено, що у період з 1985 по 1995 роки середня кількість учнів у малобурімській школі становила 170 осіб, а вже у 2010 році ця цифра становить 140 учнів. Основною причиною зазначеного явища є зменшення кількості населення у селі Мала Бурімка, яке в 2017 році налічувало 712 осіб, тоді як за переписом населення 2001 року, налічувалося 919 мешканців. Сказане є наслідком складної демографічної ситуації в селі, старіння населення, відтоку молоді, яка все більше обирає місто для постійного проживання. Зараз у селі майже немає перспектив для розвитку і створення сім'ї. Низька кількість робочих місць, слабко розвинена інфраструктура. Досить гостро постала проблема підбору молодих вчителів. через це деякі педагоги повинні працювати, незважаючи на свій пенсійний вік. Проте варто зазначити, що вже близько 60 випускників школи пов'язали своє життя з професією вчителя.

### Відомі люди

Олександр Овсюк

- Файл:Олександр Овсюк.jpgОлександр ОвсюкОвсюк Олександр Михайлович — дипломат, правознавець, письменник, кандидат юридичних наук. Народився на Луганщині, в місті Красний Луч. З початком Другої світової війни батьки лишило його ще малим у діда в селі Мала Бурімка. Закінчив інститут східних мов при Московському державному університеті. Студентом неодноразово відвідував Індію. У 1965 р. став працівником Міністерства закордонних справ УРСР на посаді третього секретаря відділу преси. Додатково викладав англійську мову в Київському автодорожньому інституті. На початку 70-х років працював при ООН у Нью-Йорку. У 1985—1999 рр. працював в Управлінні Верховного комісара ООН з прав людини в Женеві, де і мешкав після виходу на пенсію.

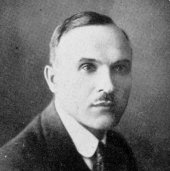
Григорій Бондар

- Григорій БондарБондар Григорій Григорович — відомий агроном, ботанік. Народився 1881 р. в селі Мала Бурімка. У 1892 р. Григорій закінчив місцеву школу, а потім через два роки родина переїхала жити до Єнісейської губернії у Сибіру. Брав участь в російсько-японській війні. Брав участь в революції в Російській імперії 1905—1907 рр. В 1906 р. був арештований, але йому вдалося втекти. Деякий час працював у Китаї, потім здобував фах агронома у Франції. Згодом переїхав до Бразилії де отримав громадянство. В Бразилії став професором зоології і ентомології при коледжі Університету Сан-Паулу. В 1916 р. повернувся до Росії. З початком революційних подій, він узяв бік Білого руху. В 1920 повертається в Бразилію де займався науковою діяльністю до кінця свого життя. Помер 1959 р. в м. Сальвадор, Бразилія.